# Alan King
Alan King (26 de diciembre de 1927–9 de mayo de 2004) fue un humorista estadounidense, además de actor serio que intervino en numerosas producciones cinematográficas y televisivas. King escribió varios libros, produjo películas y actuó en teatro. En sus últimos años se dedicó a las actividades benéficas.

## Biografía

### Inicios
Era el más joven de varios hermanos, y nació en Nueva York. Su verdadero nombre era Irwin Alan Kniberg. Sus padres eran de ascendencia judía, Minnie y Bernard Kniberg, un fabricante de bolsos. Pasó sus primeros años en el Lower East Side de Manhattan. Más adelante, la familia de King se mudó a Brooklyn. King usaba el humor para sobrevivir en unos barrios duros. De niño, King hacía imitaciones en las calles a fin de ganar algún dinero.
Con catorce años King interpretó "Brother, Can You Spare A Dime" en el programa radiofónico Major Bowes Original Amateur Hour. Perdió el primer premio, pero fue invitado a hacer una gira nacional. Con quince años dejó la high school a fin de interpretar comedia en el Hotel Gradus en las Montañas Catskill. Tras un chiste acerca del propietario del hotel, King fue despedido. Después trabajó en Canadá, en un espectáculo burlesco, a la vez que luchaba como boxeador profesional. Ganó veinte peleas seguidas antes de perder. Tras romperse la nariz, King decidió dejar el boxeo y centrarse en su carrera de actor. Empezó a trabajar como portero en el popular club de Leon y Eddie a la vez que actuaba bajo el nombre del boxeador que le derrotó, "King".

### Carrera
King inició su carrera de humorista con pequeños números y chistes relativos a suegras y a judíos. El estilo de humor de King cambió cuando vio actuar a Danny Thomas en los primeros años de la década de 1950. Pasó de los chistes y números cortos a un estilo con mayor participación del público y con mayor mención a los hechos de la vida cotidiana. Su humor inspiró a otros cómicos tales como Jerry Seinfeld y Billy Crystal.
King se casó con Jeanette Sprung en 1947. Tuvieron tres hijos, Andrew, Robert, y Elainie Ray. Su mujer le convenció para mudarse a Forest Hills, en Queens, y después a Great Neck, en Long Island, donde vivió el resto de su vida. Allí desarrolló un humor basado en la vida de los suburbios. Dado que los estadounidenses vivían cada vez más en suburbios, las interpretaciones de King ganaron la aceptación del público. 
El humorista estrenó para celebridades tales como Judy Garland, Patti Page, Nat King Cole, Billy Eckstine, Lena Horne y Tony Martin. Cuando Martin fue elegido para intervenir en la película Hit the Deck, sugirió que King hiciera un papel, resultando así su primera actuación cinematográfica. King representó pequeños papeles en filmes de la década de 1950, aunque no le agradaban los personajes estereotipados.
King finalmente pudo abarcar un mayor registro y se hizo un nombre en una gran variedad de títulos. A menudo interpretó a gánsteres, como en Casino (1995) y en Night and the City (1992), ambas con Robert De Niro, así como en I, the Jury (1982) y Cat's Eye (1985). Trabajó con frecuencia con el director Sidney Lumet, empezando con Bye Bye Braverman (1968) y The Anderson Tapes (1971). Lumet más tarde lo eligió para el papel principal de Just Tell Me What You Want (1980), una provocativa comedia junto a Ali MacGraw.
Tuvo otro papel importante en Memories of Me (1988), interpretando al padre Billy Crystal afectado por una enfermedad terminal.
Como otros muchos cómicos judíos, King trabajó en el circuito de las Montañas Catskill conocido como el Borscht Belt. Su carrera despegó  tras sus actuaciones en los shows de Ed Sullivan, Perry Como y Garry Moore. King participó también con regularidad en The Tonight Show Starring Johnny Carson, presentó la ceremonia de entrega de los Premios Oscar de 1971, y fue el Maestro de Ceremonias en la ceremonia inaugural del Presidente John F. Kennedy en 1961. 
Además, King fue el primero en recibir en 1988 el premio de humor judío americano de la National Foundation for Jewish Culture.

### Vida personal
A lo largo de su vida, King se dedicó a trabajos de beneficencia. Fundó el Alan King Medical Center en Jerusalén, recogió fondos para el Nassau Center for Emotionally Disturbed Children (cerca de su casa en Nueva York) y fundó una cátedra de artes dramáticas en la Universidad Brandeis. También creó el programa Laugh Well, con el cual enviaba a humoristas a los hospitales para actuar para los pacientes. En la década de 1970 King organizó un torneo de tenis en Las Vegas llamado el Alan King Tennis Classic.
King falleció en el Memorial Sloan-Kettering Cancer Center de Manhattan el 9 de mayo de 2004 a causa de un cáncer de pulmón.

## Trabajo
| - Hit the Deck (1955) - Miracle in the Rain (1956) - The Girl He Left Behind (1956) - The Helen Morgan Story (Para ella un solo hombre) (1957) - On the Fiddle (1961) - Bye Bye Braverman (1968) - The Anderson Tapes (Supergolpe en Manhattan) (1971) - Just Tell Me What You Want (Dime lo que quieras) (1980) - Prince of the City (1981) (Cameo) - I, the Jury (1982) - Author! Author! (1982) - Lovesick (1983) - Cat's Eye (Los ojos del gato) (1985) - You Talkin' to Me? (1987) (Cameo) - Memories of Me (1988) - Funny (1989) (documental) - Enemigos, una historia de amor (Enemies, a Love Story) (1989) - The Bonfire of the Vanities (1990) - Night and the City (La noche y la ciudad) (1992) - Casino (1995) - Under the Gun (1995) - Rush Hour 2 (Hora punta 2) (2001) - Sunshine State (La tierra prometida) (2002) - Mind the Gap (2004) | - Alan King: Inside the Comedy Mind (1990) (presentador y productor) - Great Performances - The World of Jewish Humor (1990) - Guys and Dolls (actor) - The Impossible Years (actor) - El león en invierno (productor) - Something Different (productor) - Mr. Goldwyn (actor) |